# Dům Keramik
Dům Keramik se nachází v městské památkové zóně v obchodně správní části Karlových Varů v ulici Dr. Davida Bechera 727/1. Současný vzhled objektu ve stylu klasicizující moderny pochází z přestavby v letech 1928–1929.

## Historie
Původní starší dům byl v roce 1869 přestavěn a navýšen o jedno patro. V roce 1928 se nový vlastník, stavitel Friedrich Seitz, rozhodl dům též přestavět. Projekt z dubna 1928 zahrnující navýšení o další dvě patra a obytné podkroví však nebyl schválen. Stavitel Seitz tedy předložil nový návrh, v němž podkrovní podlaží vložil do skružové střechy. Přestože projekt nese Seitzovu signaturu, podle rukopisu návrhu je autorství jednoznačně připisováno Karlu Ernstbergerovi.
V roce 1930 byl v přízemí ještě upraven Café lokál.

## Ze současnosti
V roce 2014 byl dům Autoavia uveden v Programu regenerace Městské památkové zóny Karlovy Vary 2014–2024 v části II. (tabulková část 1–5 Přehledy) v Seznamu památkově hodnotných objektů na území MPZ Karlovy Vary a jejich aktuální stav s vyjádřením vyhovující.
V současnosti (červen 2023) je budova evidována jako bytový dům v soukromém vlastnictví.

## Popis

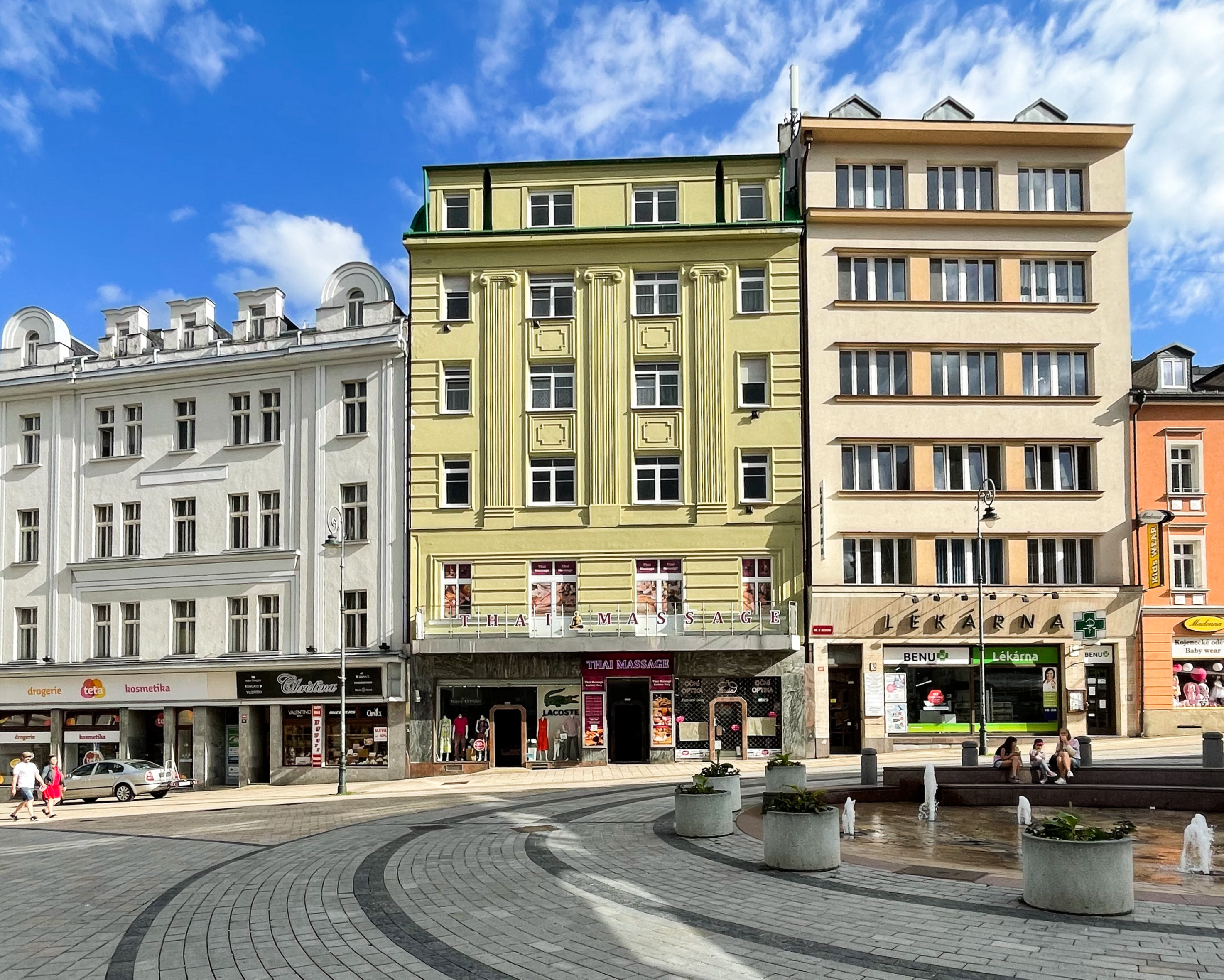
Uprostřed dům Keramik, vpravo dům Autoavia

Dům stojí v centru obchodně správní části města u menšího prostranství spojujícího ulice Dr. Davida Bechera, T. G. Masaryka a Bulharské. V prostoru byl zřízen vodotrysk a v roce 2007 zde byl instalován Masarykův pomník, práce karlovarského rodáka, akademického sochaře Jana Kotka.
Jedná se o šestipodlažní bytový dům postavený v duchu klasicizující moderny. Přízemí je využíváno ke komerčním účelům. Čtyřosé uliční průčelí směřuje do ulice Dr. Davida Bechera. Okenní osy jsou rámovány výraznými kanelovanými iónskými pilastry ve vysokém řádu.